# Pneatîn, Peremîșleanî
Pneatîn (în ucraineană Пнятин) este un sat în comuna Borșciv din raionul Peremîșleanî, regiunea Liov, Ucraina.

## Demografie
Componența lingvistică a localității Pneatîn
     Ucraineană (100%)
Conform recensământului din 2001, toată populația localității Pneatîn era vorbitoare de ucraineană (100%).